# Frontière entre les Pays-Bas et Saint-Christophe-et-Niévès
La frontière entre les Pays-Bas et Saint-Christophe-et-Niévès concerne la limite maritime entre les deux pays dans la mer des Caraïbes. Elle sépare l'île de Saint-Christophe et Saint-Eustache, territoire néerlandais d'outre-mer.

## Présentation
Il n'y a actuellement pas de traité qui fixe la frontière sur la ZEE, le principe veut que cette ligne de partage soit à équidistance des deux
territoires. La Frontière a vocation à joindre le tri-point avec la France au niveau de Saint-Barthélemy et le tri-point avec le Venezuela situé lui 16° 40′ 01″ N, 63° 35′ 20″ O.
En novembre 2013, deux délégations se sont réunies afin d'établir les premiers contours de cette frontière. Saint-Christophe-et-Niévès s'était basé sur le relevé de 64 points de base tandis que les Pays-Bas en ont présenté 43.
D'autres réunions de travail ont eu lieu jusqu'en novembre 2014 sous l'égide du Commonwealth pour aboutir à un tracé en huit points.

## Carte des frontières maritimes dans les Caraïbes

Délimitations des frontières maritimes dans les États et territoires des Caraïbes.